# Sanssac-l'Église
Pour l’article ayant un titre homophone, voir Sansac.
Sanssac-l'Église est une commune française située dans le département de la Haute-Loire, en région Auvergne-Rhône-Alpes.

## Géographie

### Localisation
La commune de Sanssac-l'Église se trouve dans le département de la Haute-Loire, en région Auvergne-Rhône-Alpes.
Elle se situe à 10 km par la route du Puy-en-Velay, préfecture du département, et à 13 km de Saint-Paulien, bureau centralisateur du canton de Saint-Paulien dont dépend la commune depuis 2015 pour les élections départementales.
Les communes les plus proches sont : 
Chaspuzac (3,0 km), Saint-Vidal (3,1 km), Vergezac (4,6 km), Loudes (4,7 km), Bains (4,7 km), Ceyssac (4,7 km), Borne (5,6 km), Espaly-Saint-Marcel (6,4 km).
Les communes limitrophes sont Chaspuzac à l'Ouest et au Nord ; Saint-Vidal au Nord-Est et à l'Est ; Ceyssac au Sud-Est ; Vergezac au Sud et Sud-Ouest.
| Chaspuzac | Saint-Vidal      | Polignac |
| Vergezac  | Sanssac-l'Église | Ceyssac  |
|           | Bains            |          |

### Climat
Pour des articles plus généraux, voir Climat d'Auvergne-Rhône-Alpes et Climat de la Haute-Loire.
En 2010, le climat de la commune est de type climat des marges montargnardes, selon une étude du Centre national de la recherche scientifique s'appuyant sur une série de données couvrant la période 1971-2000. En 2020, Météo-France publie une typologie des climats de la France métropolitaine dans laquelle la commune est exposée à un climat de montagne ou de marges de montagne et est dans la région climatique Sud-est du Massif Central, caractérisée par une pluviométrie annuelle de 1 000 à 1 500 mm, minimale en été, maximale en automne.
Pour la période 1971-2000, la température annuelle moyenne est de 8,4 °C, avec une amplitude thermique annuelle de 16,2 °C. Le cumul annuel moyen de précipitations est de 727 mm, avec 7,5 jours de précipitations en janvier et 6,8 jours en juillet. Pour la période 1991-2020, la température moyenne annuelle observée sur la station météorologique de Météo-France la plus proche, « Le Puy-Loudes », sur la commune de Chaspuzac à 3 km à vol d'oiseau, est de 9,1 °C et le cumul annuel moyen de précipitations est de 682,4 mm,. Pour l'avenir, les paramètres climatiques de la commune estimés pour 2050 selon différents scénarios d'émission de gaz à effet de serre sont consultables sur un site dédié publié par Météo-France en novembre 2022.

### Géologie et relief
Commune rurale de montagne située dans le Massif central, son altitude varie de 660 et 964 mètres, pour une moyenne de 812 mètres. Sa mairie se trouve à 860 mètres.

## Urbanisme

### Typologie
Au 1er janvier 2024, Sanssac-l'Église est catégorisée commune rurale à habitat dispersé, selon la nouvelle grille communale de densité à sept niveaux définie par l'Insee en 2022.
Elle est située hors unité urbaine. Par ailleurs la commune fait partie de l'aire d'attraction du Puy-en-Velay, dont elle est une commune de la couronne,. Cette aire, qui regroupe 59 communes, est catégorisée dans les aires de 50 000 à moins de 200 000 habitants,.

### Habitat et logement
En 2018, le nombre total de logements dans la commune était de 526, alors qu'il était de 511 en 2013 et de 455 en 2008.
Parmi ces logements, 83,1 % étaient des résidences principales, 3,8 % des résidences secondaires et 13,1 % des logements vacants. Ces logements étaient pour 97,7 % d'entre eux des maisons individuelles et pour 1,9 % des appartements.
Le tableau ci-dessous présente la typologie des logements à Sanssac-l'Église en 2018 en comparaison avec celle de la Haute-Loire et de la France entière. Une caractéristique marquante du parc de logements est ainsi une proportion de résidences secondaires et logements occasionnels (3,8 %) inférieure à celle du département (16,1 %) mais supérieure à celle de la France entière (9,7 %). Concernant le statut d'occupation de ces logements, 92,9 % des habitants de la commune sont propriétaires de leur logement (92 % en 2013), contre 70 % pour la Haute-Loire et 57,5 pour la France entière.
| Typologie                                               | Sanssac-l'Église | Haute-Loire | France entière |
| ------------------------------------------------------- | ---------------- | ----------- | -------------- |
| Résidences principales (en %)                           | 83,1             | 71,5        | 82,1           |
| Résidences secondaires et logements occasionnels (en %) | 3,8              | 16,1        | 9,7            |
| Logements vacants (en %)                                | 13,1             | 12,4        | 8,2            |

## Toponymie
Anciennes mentions : Villa de Sansac (1231), Sansac (XIIIe siècle), Sanssacum (1346), Parochia Sansacii (1477), Parochia Sanssacii (1513), L'esglise parochiale de S.-Simphorien et S.-Anthoine de Sansac en Vellay (1548), Le lieu de Sansac S.-Simphorien (1566), Sansac-l'Esglize (1634), Sansac-la-Montagne (1793).
Le toponyme tire son origine du nom propre romain Sancius.

## Histoire
Au lieu-dit Les Fumades, des lames de silex furent trouvées évoquant la fin du Néolithique.
La voie antique dite Bolène traverse le territoire communal dans un axe nord-sud en venant de Saint-Paulien.
En 1250 est mentionnée pour la première fois la maison-forte « du Barret », à l'origine entouré d'un fossé défensif et d'au moins deux tours.
Cinquante-neuf enfants de la municipalité tombèrent au Champ-d'Honneur lors de la Première Guerre mondiale, deux lors de la Seconde.

## Politique et administration

### Découpage territorial
La commune de Sanssac-l'Église est membre de la communauté d'agglomération du Puy-en-Velay, un établissement public de coopération intercommunale (EPCI) à fiscalité propre créé le 26 décembre 2016 dont le siège est à Le Puy-en-Velay. Ce dernier est par ailleurs membre d'autres groupements intercommunaux.
Sur le plan administratif, elle est rattachée à l'arrondissement du Puy-en-Velay, au département de la Haute-Loire, en tant que circonscription administrative de l'État, et à la région Auvergne-Rhône-Alpes.
Sur le plan électoral, elle dépend du canton de Saint-Paulien pour l'élection des conseillers départementaux, depuis le redécoupage cantonal de 2014 entré en vigueur en 2015, et de la deuxième circonscription de la Haute-Loire   pour les élections législatives, depuis le redécoupage électoral de 1986.

### Liste des maires
| Période                                  | Période  | Identité          | Étiquette | Qualité                        |
| ---------------------------------------- | -------- | ----------------- | --------- | ------------------------------ |
| Les données manquantes sont à compléter. |          |                   |           |                                |
| avant 1988                               | ?        | Bernadette Ambert |           |                                |
| 2001                                     | 2014     | Gilbert Peyret    |           |                                |
| 2014                                     | 2015     | Jean Fayard       |           | (démission en cours de mandat) |
| 2015                                     | 2020     | Gilbert Peyret    |           |                                |
| 2020                                     | en cours | Jean-Yves Béraud  |           |                                |

## Population et société

### Démographie

#### Évolution démographique
L'évolution du nombre d'habitants est connue à travers les recensements de la population effectués dans la commune depuis 1793. Pour les communes de moins de 10 000 habitants, une enquête de recensement portant sur toute la population est réalisée tous les cinq ans, les populations de référence des années intermédiaires étant quant à elles estimées par interpolation ou extrapolation. Pour la commune, le premier recensement exhaustif entrant dans le cadre du nouveau dispositif a été réalisé en 2008.

En 2022, la commune comptait 1 078 habitants, en évolution de −5,11 % par rapport à 2016 (Haute-Loire : +0,36 %, France hors Mayotte : +2,11 %).
| 1793 | 1800 | 1806 | 1821 | 1831 | 1836 | 1841 | 1846 | 1851 |
| ---- | ---- | ---- | ---- | ---- | ---- | ---- | ---- | ---- |
| 897  | 794  | 786  | 814  | 869  | 808  | 812  | 851  | 809  |

| 1856 | 1861 | 1866 | 1872 | 1876  | 1881 | 1886  | 1891  | 1896 |
| ---- | ---- | ---- | ---- | ----- | ---- | ----- | ----- | ---- |
| 846  | 882  | 863  | 934  | 1 001 | 968  | 1 024 | 1 042 | 967  |

| 1901 | 1906  | 1911 | 1921 | 1926 | 1931 | 1936 | 1946 | 1954 |
| ---- | ----- | ---- | ---- | ---- | ---- | ---- | ---- | ---- |
| 996  | 1 010 | 914  | 763  | 774  | 689  | 653  | 589  | 492  |

| 1962 | 1968 | 1975 | 1982 | 1990 | 1999 | 2006 | 2008  | 2013  |
| ---- | ---- | ---- | ---- | ---- | ---- | ---- | ----- | ----- |
| 525  | 519  | 536  | 753  | 837  | 891  | 990  | 1 019 | 1 131 |

| 2018  | 2022  | - | - | - | - | - | - | - |
| ----- | ----- | - | - | - | - | - | - | - |
| 1 097 | 1 078 | - | - | - | - | - | - | - |

#### Pyramide des âges
La population de la commune est relativement jeune.
En 2018, le taux de personnes d'un âge inférieur à 30 ans s'élève à 31,1 %, soit au-dessus de la moyenne départementale (31,0 %). À l'inverse, le taux de personnes d'âge supérieur à 60 ans est de 27,9 % la même année, alors qu'il est de 31,1 % au niveau départemental.
En 2018, la commune comptait 539 hommes pour 558 femmes, soit un taux de 50,87 % de femmes, égal au taux départemental (50,87 %).
Les pyramides des âges de la commune et du département s'établissent comme suit.
| Hommes | Classe d’âge | Femmes |
| ------ | ------------ | ------ |
| 0,4    | 90 ou +      | 1,3    |
| 6,7    | 75-89 ans    | 6,8    |
| 20,4   | 60-74 ans    | 20,3   |
| 23,7   | 45-59 ans    | 19,7   |
| 17,8   | 30-44 ans    | 20,6   |
| 11,3   | 15-29 ans    | 10,4   |
| 19,7   | 0-14 ans     | 21,0   |

| Hommes | Classe d’âge | Femmes |
| ------ | ------------ | ------ |
| 0,9    | 90 ou +      | 2,5    |
| 8,4    | 75-89 ans    | 11,7   |
| 20,4   | 60-74 ans    | 20,5   |
| 21,3   | 45-59 ans    | 20,3   |
| 16,8   | 30-44 ans    | 16,3   |
| 15,2   | 15-29 ans    | 13,2   |
| 17     | 0-14 ans     | 15,6   |

## Économie

### Revenus
En 2018, la commune compte 440 ménages fiscaux, regroupant 1 129 personnes. La médiane du revenu disponible par unité de consommation est de 22 670 € (20 800 € dans le département).

### Emploi
| Division       | 2008  | 2013  | 2018  |
| -------------- | ----- | ----- | ----- |
| Commune        | 3 %   | 4,1 % | 4,2 % |
| Département    | 6,3 % | 7,7 % | 7,7 % |
| France entière | 8,3 % | 10 %  | 10 %  |

En 2018, la population âgée de 15 à 64 ans s'élève à 636 personnes, parmi lesquelles on compte 78,5 % d'actifs (74,2 % ayant un emploi et 4,2 % de chômeurs) et 21,5 % d'inactifs,. Depuis 2008, le taux de chômage communal (au sens du recensement) des 15-64 ans est inférieur à celui de la France et du département.
La commune fait partie de la couronne de l'aire d'attraction du Puy-en-Velay, du fait qu'au moins 15 % des actifs travaillent dans le pôle,. Elle compte 162 emplois en 2018, contre 194 en 2013 et 181 en 2008. Le nombre d'actifs ayant un emploi résidant dans la commune est de 481, soit un indicateur de concentration d'emploi de 33,8 % et un taux d'activité parmi les 15 ans ou plus de 58,2 %.
Sur ces 481 actifs de 15 ans ou plus ayant un emploi, 58 travaillent dans la commune, soit 12 % des habitants. Pour se rendre au travail, 96,9 % des habitants utilisent un véhicule personnel ou de fonction à quatre roues, 0,2 % les transports en commun, 1,2 % s'y rendent en deux-roues, à vélo ou à pied et 1,7 % n'ont pas besoin de transport (travail au domicile).

## Culture locale et patrimoine

### Lieux et monuments
- Église Saint-Symphorien.

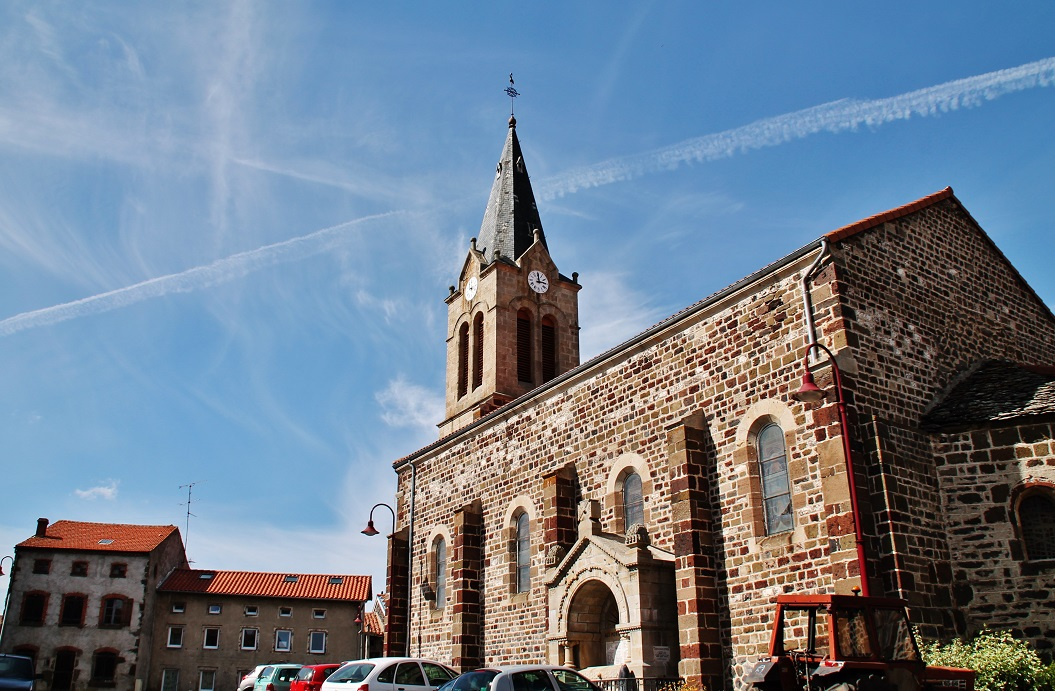
L'église paroissiale Saint-Symphorien.

- Château du Barret, inscrit partiellement au titre des monuments historiques par arrêté du 10 septembre 1990[28].
- Borne milliaire, époque romaine.

### Personnalités liées à la commune
- Jules Vallès (son père est né dans le hameau de Vourzac et sa mère dans celui de Farreyrolles).